# Лакский язык
Ла́кский язык (самоназвание: лaкку мaз /lakːu maz/) — язык лакцев, входящий в нахско-дагестанскую семью. Один из 14 официальных языков Дагестана, на нём говорит около 140 тысяч человек.
На лакском языке издаётся газета «Илчи» и выходят передачи дагестанского телевидения и радио.

## О названии
Название «лакский» является более поздним наименованием и до второй половины XIX века лакский язык назывался гумикским (кумухским, гъази-гъумучским) языком.

## Социолингвистическая ситуация
На лакском языке говорит, по разным оценкам, от 100 до 140 тысяч человек. По данным переписи 2010 года, всего в России было 140394 носителя лакского.

### Диалекты

#### Кумухский диалект
Основа литературного языка. Кумух — исторический центр лакцев, где имеется большое число лакских сёл в Лакском и Кулинском, а также в Новолакском районах.

#### Вицхинский диалект
Занимает всю северную часть Лакского района. Число говорящих — 8-10 тысяч человек. Для него характерны диссимиляция (чичин-ду < чичин-ну «напишем») и редукция гласных перед сонорными согласными (трал «расчёска» — литер. ттарал).
Северный Вицхинский говор — селения Куба, Чукна, Куркли, Вицхи, Кума, Кунды, Кара (Чара).
Южный Вицхинский говор — селения Багикла, Шахува, Шушия (Шушийми), Гуйми, Камаша, Унчукатль, Караша.

#### Аракульский диалект
Наиболее архаичный. На этом диалекте говорят в селе Аракул Рутульского района. В нём, в отличие от литературного языка, наименования лиц женского пола относятся к классу «б»: ажа б-ур «мать есть» — литер. нину д-ур. Названия лиц мужского пола во множественном числе относятся к классу «д»: арсру д-ур «сыновья есть» — литер. арсру б-ур. Деепричастия с личными местоимениями употребляется в функции финитной формы: на дарххун «я продал» — литер. на даххав. Диалект имеет особые формы возвратных местоимений: цунала, цунила, цуналба «свой» — литер. цала, цила. Не совпадают также и наречия места: ани, агьани «здесь» — литер. шикку; анагъа, агьанагъа «отсюда» — литер. шичча.

#### Балхарский диалект
Балхарский (Бартхинский) диалект распространён в Акушинском районе в сёлах Балхар, Кули, Цуликана, Уллучара. Число говорящих — около 3 тысяч человек. Отличается от литературного тем, что названия молодых женщин в нём не выделяются в отдельный класс. Прилагательные употребляются с усечённым аффиксом: кӀля-с «белый» — литер. кӀяла-сса. Абруптив кь выпадает, причём последующий гласный у переходит в о: оин «порезать» — литер. кьукьин; аан «высохнуть» — литерат. кьакьан. Имеется показатель множественного числа -ÿ, как и в вихлинском диалекте.

#### Шаднинский диалект
Только в одном селе Шадни Дахадаевского района. Число говорящих — около 290 чел. Развивается в изоляции от лакскоговорящей среды под сильным влиянием окружающих даргинских языков.

#### Шалибский диалект
В селении Шалиб (Шали) Чародинского района.

#### Уринский диалект
Развивается под влиянием аварского языка. На нём говорят в сёлах Ури, Мукар, Камахал и Палисма. Примеры слов: лит. «ххаканназ» совок — диал. «ххачанназ»; лит. «нихъа» овёс — диал. «нихIа»; лит. «ччикку» кукушка — диал. «ккикку»; лит. «ччиккул тIутIи» примула — диал. «ккиккул ус»; «шятIал» следок — диал. «мяхси»; «дуллан» делать — диал. «даллан»; «дулун» дать — диал. «дулин»; «бусан» рассказать — диал. «бусин»; «адамина» мужчина — диал. «адимина»; «ссилссилтту» усы — диал. «ссилмиртту». Ударения во многих словах ставится на второй слог (и выражено крайне слабо), либо вообще исчезает. Примеры: лит. «жа́гьил» юноша — диал. «жагьи́л»; лит. «о́ьчин» позвать — диал. «оьчи́н» и т.д. Имена в уринском диалекте подвергаются трансформации. Примеры: лит. МахIаммад — диал. МаммитIу; лит. ПатIимат — диал. ПатIи (ПатIа);  лит. Юсуп — диал. Исуп; лит. Шяъван — диал. ЩахIван. В именах ударение также стоит на втором слоге и выражено слабо. Примеры: лит. За́гьидат — диал. Загьи́да; лит. А́ьбиди — диал. Аьби́ди; лит. Ха́лид — диал. Хали́д; лит. А́сият — диал. Аси́ят и т.д.

#### Вихлинский диалект
В Кулинском районе в сёлах Вихли, Сукиях, Цыйша. Для него характерны диссимиляция и редукция гласных перед сонорными согласными (хьри «море» — литер. хьхьири) и замена лабиализованных смычных лабиализованными аффрикатами (бурцви «пирог» — литер. бурки, цӀви «зима» — литер. кӀи). Геминированные согласные сохраняются во всех позициях: ккваццва «кобыла» — кквацц-ри «кобылы». Долгий гласный ӱ выступает как аффикс множественного числа: зунтту «гора» — зунттӱ «горы». В запретительных формах вместо литературного аффикса -ара употребляется -ав: мачич-ав «не пиши».

#### Вачи-кулинский диалект
Занимает большую часть Кулинского района и имеет более 10 000 носителей — в селениях Вачи, Кули.
Имеет ряд говоров. Первоцовкринский говор — в селениях Цовкра-1 и Сумбатль — примечателен переходом всех шипящих (за редким исключением) в свистящие: цани «свет» — литер. чани; ссин «вода» — литер. щин; санан «спать» — литер. шанан; иногда этот говор рассматривается как самостоятельный диалект лакского языка.

#### Каялинский диалект
В Кулинском районе в селениях Хойми, Кая, Цовкра-2.

## История

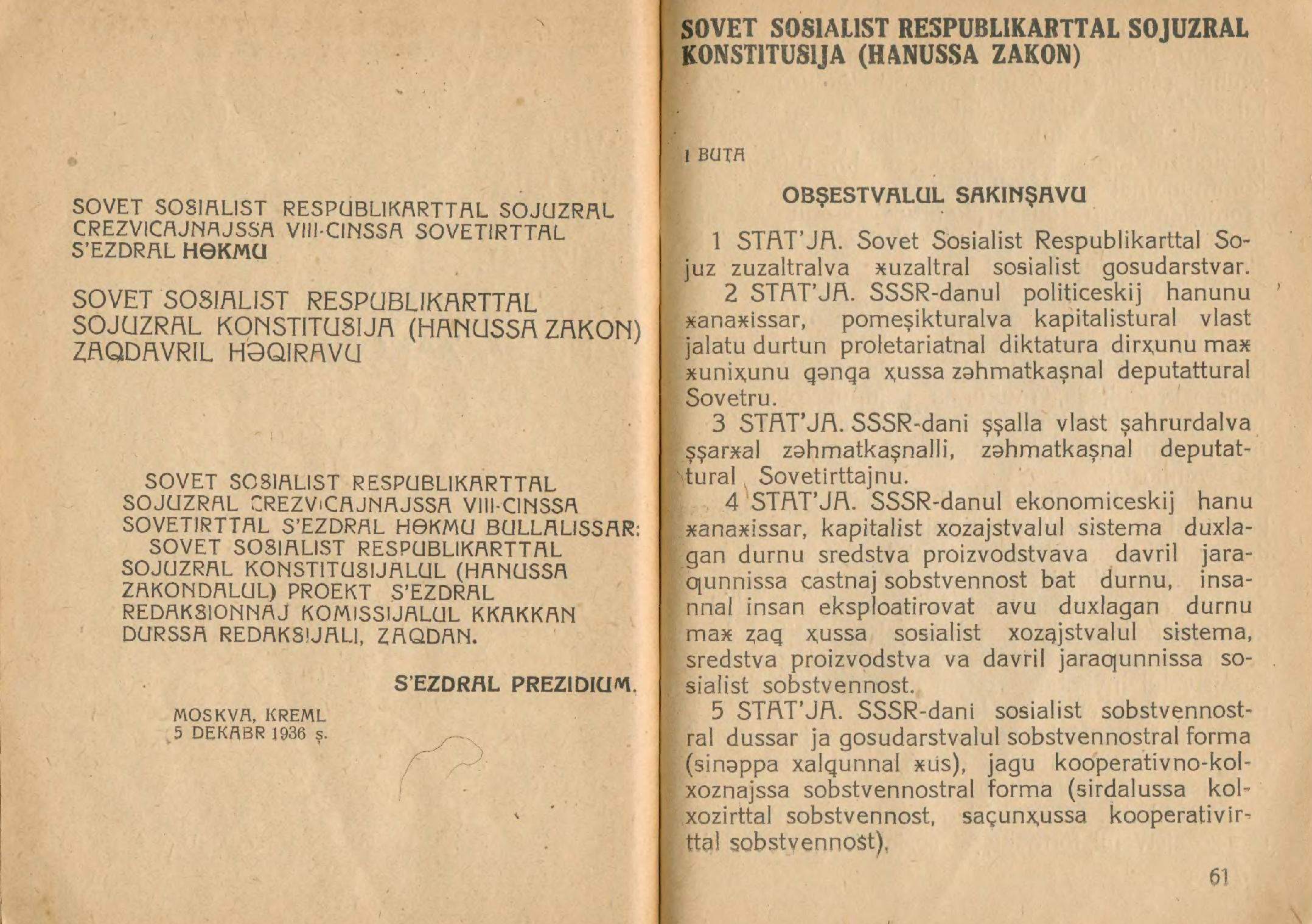
Фрагмент Конституции СССР 1936 года на лакском языке (латинизированный алфавит)

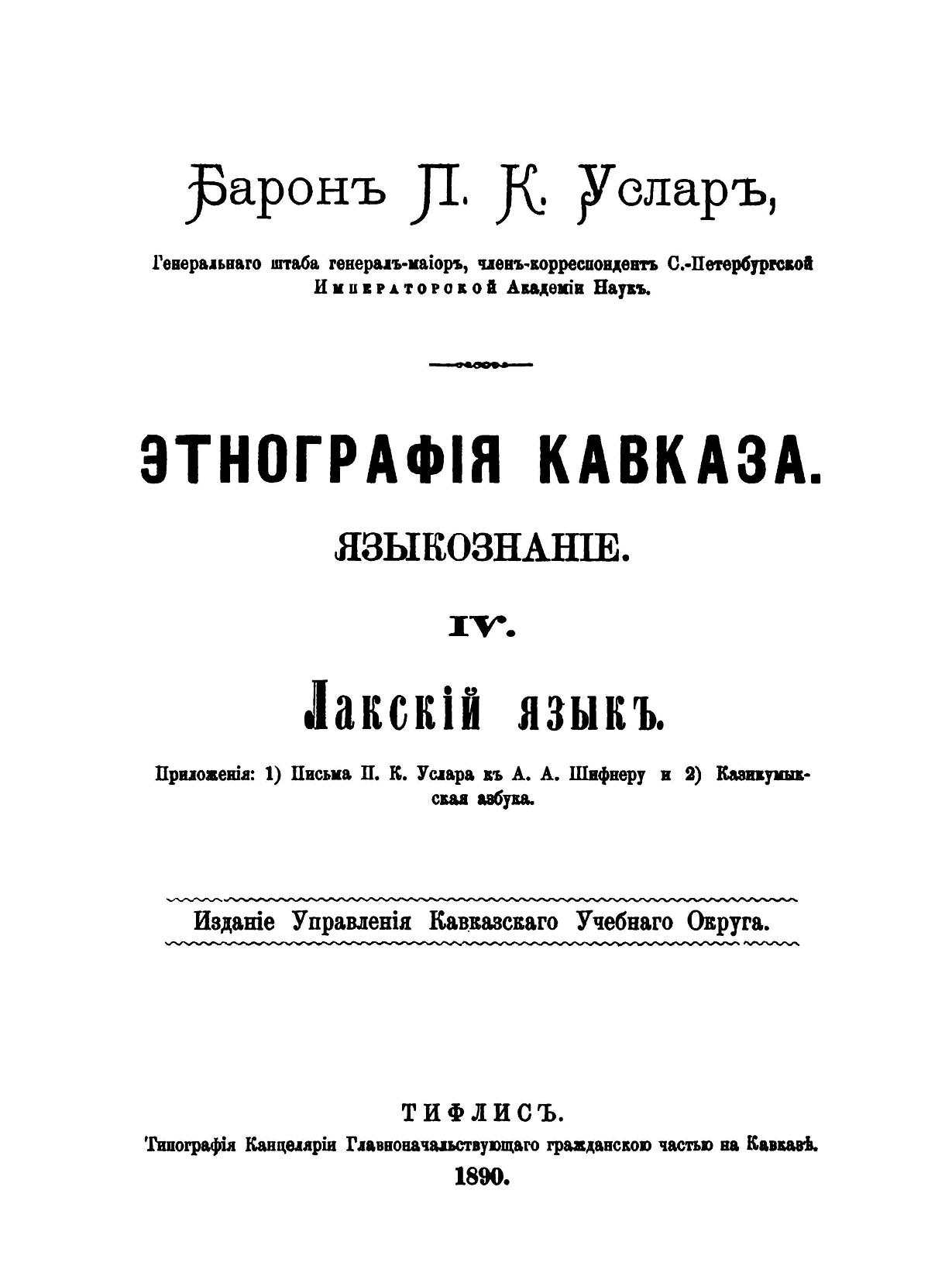
Обложка учебника по грамматике лакского языка составленного П. К. Усларом, 1890 г.

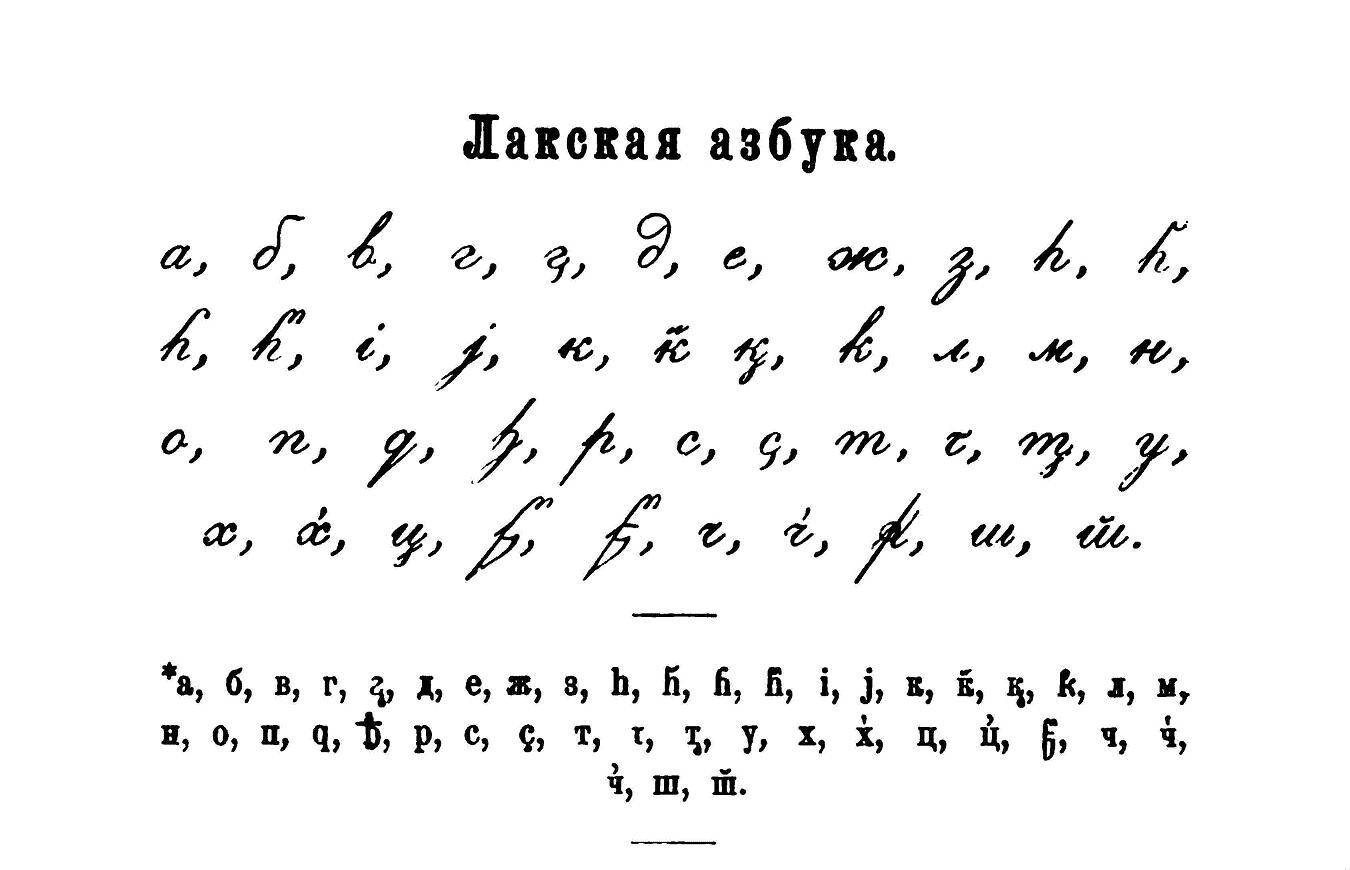
«Лакская азбука», П. К. Услар (1890)

В 1864 году российский этнограф и лингвист П. К. Услар сообщал: «„Казыкумыкская грамматика“, или, как я её назвал для краткости по-туземному, „лакская грамматика“, „лакку маз“, „лакский язык“, уже готова».
В 1890 году вышел учебник по грамматике лакского языка, названный «Лакскій языкъ», составленный П. К. Усларом. В нём под заголовком «Лакская азбука» сообщалось: «Предлагаемая азбука составлена для народа, который сам себя называет собирательно лак, род. п. — лакрал. Из среды этого народа каждый отдельно есть лаккучу „лакский человек“, женщина — лаккущарсса — „лакская женщина“. Родину свою они называют лакрал кӏану „место лаков“».
В Сборнике сведений о кавказских горцах (1868 г.) сообщалось: «Лаки — по замечанию г. Услара — с противоположных концов округа понимают друг друга без малейшего затруднения. По аулам замечается лёгкое разнообразие выговора, которое едва ли может быть выражено письмом. Самым чистым выговором считается кумухский; выговор жителей селений Вихли и Вачи слывёт за наименее изящный».
Начиная с XV века в лакский язык проникали заимствования из арабского языка. Имеются также заимствования из азербайджанского и кумыкского языков. В настоящее время лакский язык заимствует лексику преимущественно из русского языка.
Лакский язык, в соответствии с Конституцией Республики Дагестан 1994 года, признан государственным языком наряду с русским и некоторыми другими крупными языками, распространёнными в Дагестане (ещё около 20 местных языков не имеют письменностей, а потому и официального статуса). Он используется как средство обучения в начальной школе и преподаётся как предмет в средней школе, средних специальных учебных заведениях и вузах. На лакском языке выходит газета «Илчи».
С. А. Старостин полагал, что лакский язык находится в отдалённом родстве с современными аваро-андо-цезскими языками.

## Письменность
Письменность до 1928 года — на основе арабского алфавита, в 1928—38 гг. — латинского алфавита, с 1938 года — на основе кириллицы:
| А а   | Аь аь | Б б   | В в   | Г г   | Гъ гъ     | Гь гь | Д д   |
| Е е   | Ё ё   | Ж ж   | З з   | И и   | Й й       | К к   | Къ къ |
| Кк кк | Кь кь | КӀ кӀ | Л л   | М м   | Н н       | О о   | Оь оь |
| П п   | Пп пп | ПӀ пӀ | Р р   | С с   | Сс сс     | Т т   | Тт тт |
| ТӀ тӀ | У у   | Ф ф   | Х х   | Хх хх | Хьхь хьхь | Хъ хъ | Хь хь |
| ХӀ хӀ | Ц ц   | Цц цц | ЦӀ цӀ | Ч ч   | Чч чч     | ЧӀ чӀ | Ш ш   |
| Щ щ   | Ъ ъ   | Ы ы   | Ь ь   | Э э   | Ю ю       | Я я   |       |

## Лингвистическая характеристика
Лакский язык имеет шесть гласных фонем: /i/, /a/, /u/ и их фарингализованные варианты /iˤ/, /aˤ/ и /uˤ/. Фарингализованные гласные отличаются от нефарингализованных особенностями артикуляции и обычно реализуются в речи как звуки [e], [æ] и [œ] соответственно. Фарингализация может распространяться от одного гласного к другим звукам в слове: аьраба [aˤrˤaˤbˤaˤ] «повозка». Гласные реализуются разными аллофонами в зависимости от фонетического контекста. Дифтонги /aw/ и /aj/ обычно реализуются как [o] и [ɛ]; гласные /i/ и /u/ после увулярных и фарингальных согласных произносятся как /ɪ/ или /e/ и /ʊ/ или /o/ соответственно.
Лингвисты Александр Кибрик и Сандро Кодзасов также выделяли в лакском четвёртую гласную фонему типа /ɑ/. Кроме того, имеются нисходящие и восходящие дифтонги с полугласными [j] и [w]. По крайней мере в некоторых диалектах лакского смыслоразличительную роль в небольшом числе слов играет долгота гласного: махъ [maq] «язык» — [maːq] «сзади». Ударение в лакском изучено слабо. Ударение часто падает на последний закрытый или долгий слог, но существуют аффиксы с ударным кратким гласным, а также так называемые «безударные» слова (ттурлу /tːurlu/ «облако»). Взаимодействие ударения с долготой и фарингализацией в лакском остаётся неясным.
Фонетический строй лакского языка характеризуется наличием лабиализованных согласных: кӀв, цӀв, ччв, хъв и др., а также фонематическим противопоставлением простых и усиленных, отличающихся длительностью и отсутствием придыхания согласных. Все глухие непридыхательные согласные являются геминированными.

### Морфология
В морфологии лакского языка существует 4 грамматических класса. Склонение — многопадежное. Глагол изменяется по лицам. Формы времён и наклонений образуются от первичной основы (корень глагола с инфиксацией) или от вторичной основы (инфинитива). Структура простого предложения характеризуется эргативной, номинативной и дативной конструкциями.

## Лакская Википедия
Существует раздел Википедии на лакском языке («Лакская Википедия»), первая правка в нём была сделана в 2016 году. По состоянию на 3:48 (UTC) 2 августа 2025 года раздел содержит 1261 статью (общее число страниц — 16 062); в нём зарегистрировано 9266 участников, один из них имеет статус администратора; 12 участников совершили какие-либо действия за последние 30 дней; общее число правок за время существования раздела составляет 53 533.